# 昆明湖
39°59′38″N 116°16′24″E / 39.9939721°N 116.2732784°E

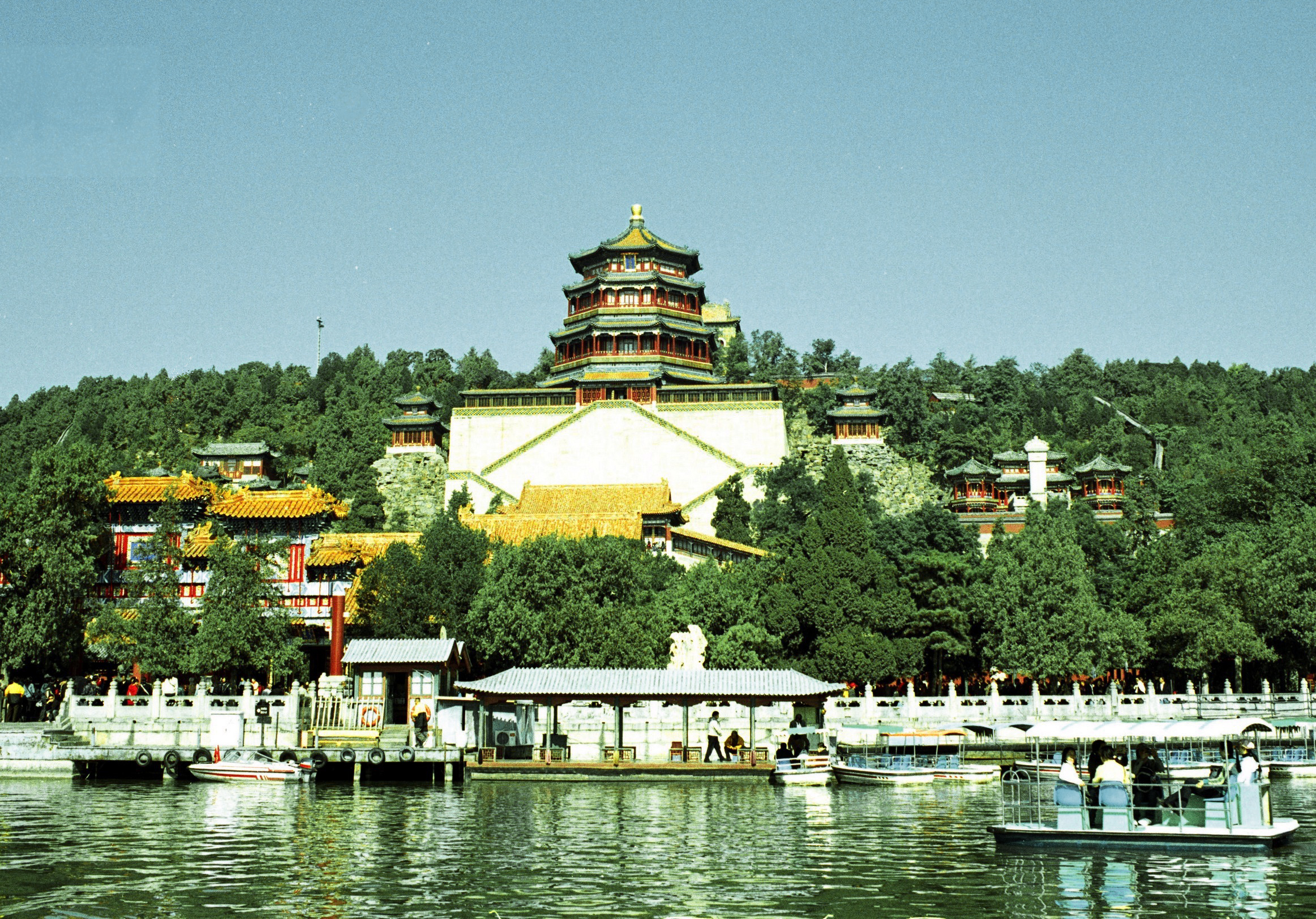
昆明湖与萬壽山

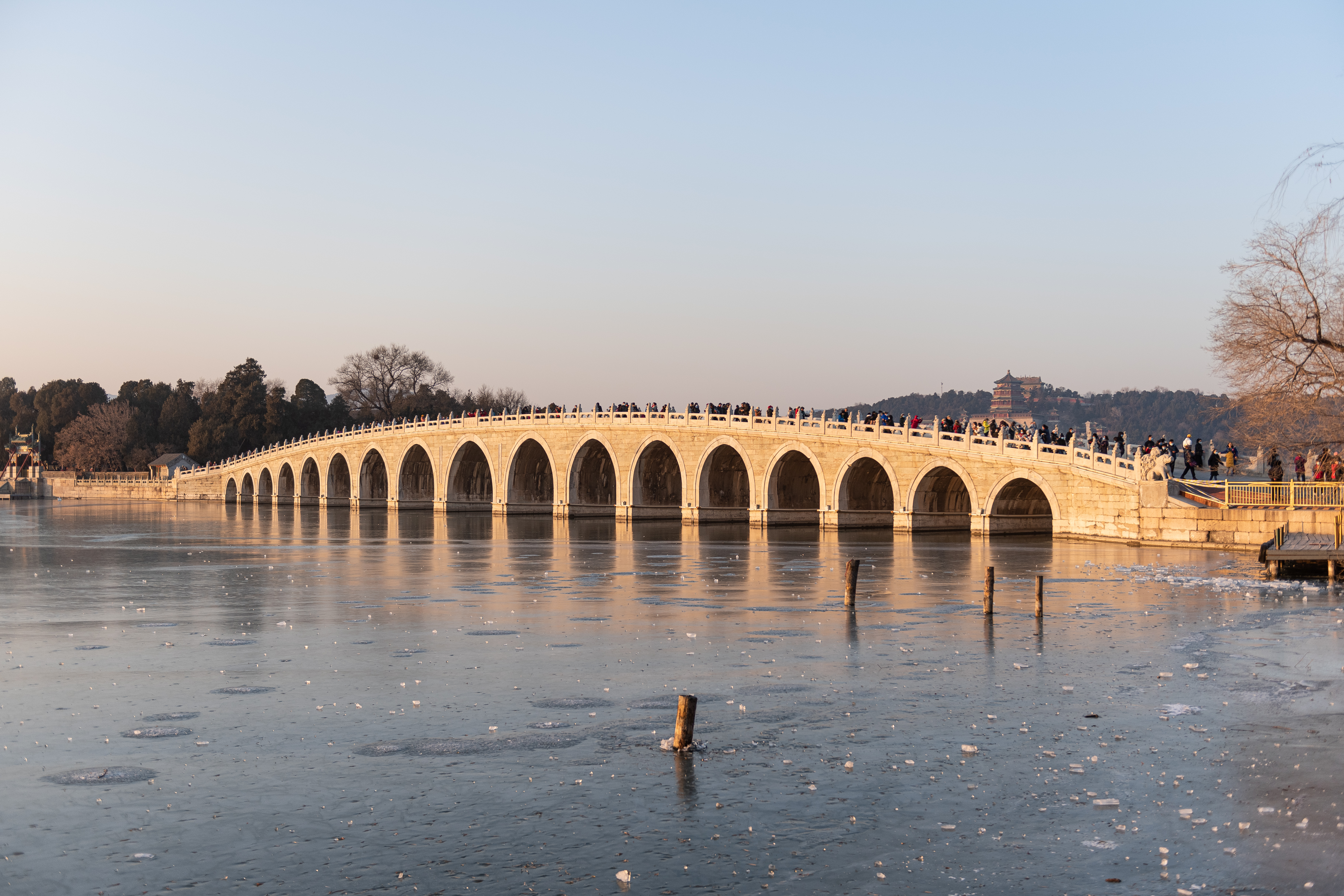
昆明湖十七孔桥

昆明湖位於北京西郊颐和园内，北倚万寿山，面积3300余亩，约占颐和园的四分之三。昆明湖曾有七里泺、大泊湖等名称。
金时引金山（万寿山）下的水汇成金水河，称为金海。元代定都北京后，经水利学家郭守敬主持，开发上游水源，引玉泉山及昌平泉水注入湖中，改称瓮山泊（万寿山原称瓮山），成为大都城内接济漕运的水库。明代湖中多植荷花，周围种植稻谷，湖旁又有寺院、亭台，酷似江南风景，遂有“西湖”之称。清乾隆建清漪园时（八國聯軍時被燒毀），将湖开拓，成为现在的规模，并取汉武帝在长安开凿昆明池操演水战的故事，命名昆明湖，每年夏天在湖上练武演操。
昆明湖上的主要景物有：
- 西堤及西堤六桥
- 东堤
- 南湖岛
- 十七孔桥[錨點失效]等。

2014年，本湖跟南水北調工程連接，為北京城輸水。